# Gelis dimidiativentris
Gelis dimidiativentris là một loài tò vò trong họ Ichneumonidae.